# Z. Nagy-gyilkosság
A Z. Nagy-gyilkosság 1994. január 23-án este több emberen elkövetett emberölés, melynek során a család Szeged, Bárka utcai otthonába ismeretlenek betörtek, és a 42 éves Z. Nagy Bálint cukrászmestert, vele egykorú feleségét, Z. Nagyné Dunai Gizellát, valamint 17 éves Dániel és 10 éves Balázs fiaikat megölték.

## Előzmények
A környéken élőknek, és Z. Nagy Bálint munkatársainak is feltűnt, hogy sem a családfő, sem a felesége nem mutatkozott egész nap, valamint a fiúk sem mentek iskolába. A telefonhívásokra nem reagált senki, ezért az egyik alkalmazott kiment a családi házhoz, majd egy létra segítségével felmászott, hogy belessen az egyik ablakon. Ekkor látta félhomályban, hogy az egyik gyerek az ágyában fekszik. Azt gyanította, hogy vérbe fagyva. A család tagjaival egy B 3832 gyártási számú Skorpió típusú géppisztoly végzett.
A nyomozók a család tagjaira az emeleti hálószobákban találtak rá, mind a négy tagjára holtan. A családdal fegyverrel végeztek, közvetlenül a fejre mért lövés következtében.
Az emeletre érve az egyik hálószobában a nagyobbik fiú holttestét vélték felfedezni, ahogyan saját ágyában feküdt. Ugyanígy a szülőkét is a legnagyobb hálószobában. Az ebből a szobából nyíló gyermekszobában a kisebbik fiú feküdt holtan. A családi házban dulakodásnak nyoma nem látszott, a szobák, a lakás nem volt felforgatva, mintha értékek után kutattak volna az elkövetők.
A ház bejárati ajtaja is sértetlen volt, az elkövető(k) az egyik 40x40-es kis ablakon mászhattak be, majd a bejárati ajtón át távoztak, melyet a lakáskulccsal be is zártak. Azt nem tudni, hogy vittek-e el valamilyen értéket, ugyanis a helyszínelés során sem nagyobb értékű készpénzt, sem ékszereket nem találtak a házban, pedig köztudott volt, hogy Z. Nagy Bálint tehetős ember hírében állt. A házban lévő mozgásérzékelős riasztó rendszer sem volt bekapcsolva aznap éjjel, mivel a család otthon tartózkodott.

## Elkövetők
A gyanú Magda Marinkóra terelődött, akit pár napon belül el is fogtak, de ő azt állította, hogy nem ő ölte meg a családot. Elismerte, hogy ölt, de nem Szegeden. Viszont tudta, hogy kik tették, bevallása szerint két szerb és egy horvát állampolgárságú férfi volt a tettes, akiknek kilétét a saját családja védelmében nem fedte fel.
Az ügyészség Magda Marinkót gyanúsította a gyilkossággal kapcsolatosan, mivel ugyanazzal a fegyverrel követték el ezt a gyilkosságot, mint korábban a kecskeméti hármas gyilkosságnál találtak, Marinkót végül felmentették a szegedi családirtás vádja alól, mivel volt alibije.
Egy 1994. december 14-én kelt vádiratban még nagyon biztosnak tűnt, hogy ki végzett a családdal:

„Magda Marinkó 1994. január 24-ére virradóan, pontosan meg nem állapítható időpontban, behatolt a házba úgy, hogy az emeleti lépcsőfeljáró alatt kialakított gardrób helyiség kis udvari ablakáról a szúnyoghálót lefeszítette, az üveget üvegvágóval megkarcolta, betörte, az ablakot kinyitotta, és ott bemászott. Z. Nagyék házában térérzékelős riasztó volt telepítve, de ez alkalommal, mivel a sértettek otthon tartózkodtak, a rendszer nem üzemelt.”

Magda Marinko a Kecskeméten használt Skorpió géppisztollyal közvetlen közelről leadott lövésekkel az alvó Z. Nagy Bálintot, feleségét, két gyermekét, a 17 éves Dánielt és a 10 éves Balázst agyonlőtte, majd pontosan meg nem állapítható mennyiségű készpénzt és ékszert eltulajdonítva távozott. Z. Nagy Bálintot a fején egy lövés érte, Z. Nagy Bálintné 3 lövési sérülést szenvedett, Z. Nagy Dánielt összesen 4 lövés érte, ezek közül 3 a fején. Z. Nagy Balázs is fejlövést szenvedett” - állt a vádiratban.
Magda Marinko a gyanúsítotti meghallgatásán elismerte, hogy tudta a Z. Nagy család lakáscímét, és kellő információk birtokában volt a család anyagi helyzetével kapcsolatban. Később a palicsi tóban megtalálták a géppisztoly darabjait, mellyel a szegedi gyilkosságon kívül a kecskeméti, szabadkai és a palicsi emberöléseket is elkövették.

## A ház ma
A házat 2001-ben a Magyar Vöröskereszt Csongrád Megyei Szervezete vásárolta meg 25 millió forintért, melyet azóta átalakítottak.
Ugyanaz a parketta a nappaliban, az előszobában ugyanaz a virágos járólap, amin a család tagjai közlekedtek. Az egykori konyhában irodát rendeztek be.
A család gardróbját mosdóvá alakította a szervezet, a szülők hálószobájából a megyei titkár irodája lett, amiből az egyik egykori gyerekszoba nyílik. Korábban itt álltak a gyerekek bútorai is, mesefigurás matricákkal teleragasztva. Az emeleti nagy fürdőszobát több helyiségre osztották. Itt tusolót és wc-t is kialakítottak. A falakon régi, drapp virágos csempe. A vasaló szobából kis teakonyha lett. Itt is a család egykori egyik bútora áll.